# میانگین

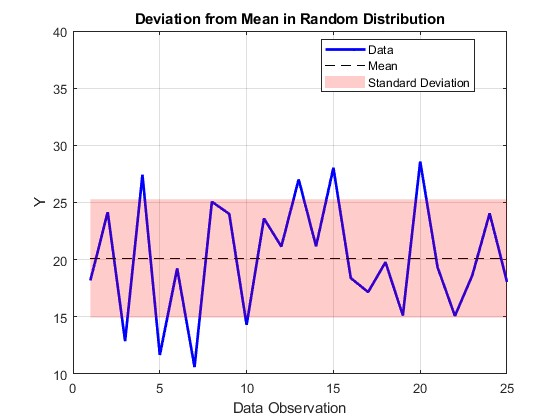
نمودار ثابت میانگین با شیب ۰ از مجموع میانگین چندین نقطه

چندین گونه برای میانگین (به انگلیسی: Mean) در ریاضیات و به‌ویژه در آمار وجود دارد. در مطالعه توزیع یک جامعه آماری مقدار نماینده که اندازه‌ها در اطراف آن توزیع شده‌اند را مقدار مرکزی می‌نامند و هر معیار عددی را که معرف مرکز مجموعه داده‌ها باشد، معیار گرایش به مرکز می‌نامند. میانگین و میانه از متداول‌ترین معیارهای گرایش به مرکز هستند.

## انواع
میانگین در ریاضیات و آمار کاربرد متفاوت دارد، که شامل
- میانگین حسابی، میانگین حسابی {\displaystyle x_{1},x_{2},\ldots ,x_{n}} به این شکل تعریف می‌شود:
  - {\displaystyle {\bar {x}}={\frac {1}{n}}\left(\sum _{i=1}^{n}{x_{i}}\right)={\frac {x_{1}+x_{2}+\cdots +x_{n}}{n}}}
  - مثال: میانگین حسابی  {\displaystyle 4,36,45,50,75} برابر است با {\displaystyle {\frac {4+36+45+50+75}{5}}={\frac {210}{5}}=42}

- خواص میانگین حسابی :
۱ – مجموع انحرافات از میانگین همواره برابر صفر است.
۲ – زمانیکه تعداد داده‌ها و میانگین را داشته باشیم مجموع داده‌ها را می‌توان بدست آورد.
۳ – میانگین حسابی داده‌های برابر خود مقدار صفت است؛ مثلاً اگر داشته باشیم ۴، ۴ ، ۴، ۴ ، ۴ میانگین حسابی می‌شود ۴
۴– اگر داده‌های آماری با عددی مثل a جمع (تفریق) یا در عددی مثل a ضرب (تقسیم) بشود میانگین هم با a جمع (تفریق) یا در a ضرب (تقسیم) می‌شود
۵ – مجموع مربعات انحرافات مقادیر صفت از میانگین کوچکتر و مساوی مجموع مربعات انحرافات مقادیر صفت از هر عددی مثل a است.
میانگین هندسی، میانگین هندسی {\displaystyle x_{1},x_{2},\ldots ,x_{n}} به این شکل تعریف می‌شود:
- - {\displaystyle {\bar {x}}=\left(\prod _{i=1}^{n}{x_{i}}\right)^{\frac {1}{n}}=\left(x_{1}x_{2}\cdots x_{n}\right)^{\frac {1}{n}}}
  - مثال: میانگین هندسی  {\displaystyle 4,36,45,50,75} برابر است با {\displaystyle (4\times 36\times 45\times 50\times 75)^{\frac {1}{5}}={\sqrt[{5}]{24\;300\;000}}=30}
  - - خواص میانگین هندسی : ۱ – اگر داده‌های آماری درعددی مثل a ضرب شود میانگین هندسی هم در a ضرب می‌شود. ۲- میانگین هندسی داده‌های برابر خود مقدار صفت است؛ مثلاً اگر داشته باشیم ۵٬۵,۵, ۵ ,۵و۵ میانگین هندسی ۵ می‌شود.
- میانگین هارمونیک، میانگین هارمونیک {\displaystyle x_{1},x_{2},\ldots ,x_{n}} به این شکل تعریف می‌شود:
  - {\displaystyle {\bar {x}}=n\left(\sum _{i=1}^{n}{\frac {1}{x_{i}}}\right)^{-1}}
  - مثال میانگین هارمونیک  {\displaystyle 4,36,45,50,75} برابر است با  {\displaystyle {\frac {5}{{\tfrac {1}{4}}+{\tfrac {1}{36}}+{\tfrac {1}{45}}+{\tfrac {1}{50}}+{\tfrac {1}{75}}}}={\frac {5}{\;{\tfrac {1}{3}}\;}}=15}
  - - خواص میانگین هارمونیک : ۱ – اگر داده‌های آماری با هم برابر باشد میانگین هارمونیک خود مقدار صفت است؛ مثلاً اگر داشته باشیم ۴، ۴ ، ۴، ۴ ، ۴ میانگین هارمونیک آن ۴ می‌شود. ۲ – اگر داده‌ها در عددی مثل a ضرب شود میانگین هارمونیک هم در a ضرب می‌شود. نکته: از میانگین هارمونیک زمانی استفاده می‌کنیم که عناصر بیانگر نسبت مشخصی باشند، مثل سرعت که نسبت مسافت بر زمان می‌باشد. یا مثل قیمت که نسبت پول بر کالاست. اگر متحرکی فواصل مختلفی را با سرعت‌های متفاوت طی کند باز هم میانگین هارمونیک بیانگر متوسط زمان کل مسیر است. اگر واحد صورت ثابت و واحد مخرج متغیر باشد میانگین مناسب هارمونیک است و اگر واحد صورت متغیر و واحد مخرج ثابت باشد میانگین مناسب حسابی است.
- و در آمار به امید ریاضی که یک متغیر تصادفی است و همچنین میانگین جامعه آماری نامیده می‌شود.

میانگین‌های دیگری نیز در دانش‌های گوناگون کاربرد دارند که از میان شناخته‌شده‌ترین آن‌ها می‌توان میانگین وزنی را نام برد.

## مقایسه میانگین، میانه و مد
| نوع           | توضیح | مثال                | نتیجه |
| ------------- | --- | ------------------- | ----- |
| میانگین حسابی | جمع ارزش یک مجموعه داده تقسیم بر تعداد ارزش‌ها: {\displaystyle \scriptstyle {\bar {x}}={\frac {1}{n}}\sum _{i=1}^{n}x_{i}} | ۷ / (۱+۲+۲+۳+۴+۷+۹) | ۴     |
| میانه (آمار)  | ارزش عددی واقع شده در وسط یک مجموعه داده پس از حذف بزرگ‌ترین و کوچک‌ترین داده از مجموعه                                     | ۱, ۲, ۲, ۳, ۴, ۷, ۹ | ۳     |
| مد            | پر تکرارترین ارزش در یک مجموعه داده                                                                                       | ۱, ۲, ۲, ۳, ۴, ۷, ۹ | ۲     |